# トライクファクトリージャパン
株式会社JAPTEC（ジャプテック、英語: JAPTEC Co., Ltd.）は、愛知県瀬戸市に本社を置く日本の自動車メーカーである。モビリティ部門としてトライクファクトリージャパンが置かれ、ミニカー規格の四輪車や、トライクなどを開発する。「TFJ」と略称される。

## 概要
創業は1998年11月。前身となるYKDが創業される。その後2005年8月に有限会社YKD Groupとなり、2007年7月に現在の株式会社ジャプテックとなる。代表取締役社長は村井文（むらい・あや、1967年-）。代表取締役会長はザンディ・モガダム・メヘディ（ZANDI MOGHADDAM MEHDI、1964年-）。ザンディの母国であるイランでのペルシャ語表記では、ジャプテックは「شرکت جپتک」。ザンディ・モガダム・メヘディは「مهدی زندی مقدم مخترع ایرانی」。
横並びの二人乗りリバーストライクの先駆けである1it（ウォンイット）の開発や、ジープを彷彿とさせるミニカーのビッグフォースの開発などを皮切りに、日本のミニカーメーカーの代表的存在となる。設計開発は瀬戸市にある本社で行っているが、製造や組み立ては中国をメインに各地にある各工場で行われている。設計やデザインには基本的に会長のザンディも参画しているが、1itにはフェラーリのデザイナーが参画したりと、外部のビッグネームが協力することもある。
カスタムパーツなども自社開発や販売をしたり、基板や災害救援資材の設計開発を行なったりと、幅広い技術力を持っている。
また、各モデルの模倣品が多数存在しているが、意匠権を保有するオリジナル製品は当社製であり、フレームに固有番号が刻印されている。

## 販売代理網
日本全国、アメリカ、ドイツ、フランス、ロシア、イランなど

## 車種一覧

### 生産・販売終了モデル
- リトルフォース（2008年 - 2019年）
- ミスターレスキュー（2019年 - 2019年）
- ビッグフット（2019年 - 2019年）

### 輸入車
- BPG Werks：DTV Shredder(DTVシュレッダー)
- Velocifero(ヴェロシフェロ)：Beach Mad(ビーチマッド)
- Monza Moto(モンツァ・モト)：MonzaⅡ(モンツァⅡ)

### コンセプトカー
- MURATE7010